# Richard Ambronn
Richard Karl Theodor Ambronn (* 8. Mai 1887 in Hamburg; † 12. November 1954 in Einbeck) war ein deutscher Geophysiker.

## Leben
Richard Ambronn war ein Sohn des Astronomen Leopold Ambronn. Er studierte in Leipzig, München und Göttingen. 1912 wurde er bei Woldemar Voigt mit der Arbeit Über die elektrische Leitfähigkeit von Glas und Bergkristall promoviert.
Seit 1921 war er Leiter der ERDA AG.
Zum 1. September 1932 trat er der NSDAP bei (Mitgliedsnummer 1.283.594). Er war in Göttingen stellvertretender Fraktionsvorsitzender der Partei und Kreisamtsleiter für Technik. 1939 war er noch Mitglied der DAF, NSV, NSKOV, im Reichsluftschutzbund und führend tätig im NS-Bund Deutscher Technik.

## Schriften
- Untersuchungen über die elektrische Leitfähigkeit des Bergkristalles. Halle [u. a.]: Karras [u. a.], 1915.
- Die Anwendung geophysikalischer Aufschlussmethoden zur Erkennung und Bekämpfung von Gefahren in bergbaulichen Anlagen. Göttingen, Herzberger Landstr. 108: "Erda" A.-G. Institut f. angew. Geophysik, [um 1922].
- Methoden der angewandten Geophysik. Dresden: Verlag Theodor Steinkopff, 1926.